# Municipio de Benton (condado de Linn)
El municipio de Benton (en inglés: Benton Township) es un municipio ubicado en el condado de Linn en el estado estadounidense de Misuri. En el año 2010 tenía una población de 508 habitantes y una densidad poblacional de 6,22 personas por km².

## Geografía
El municipio de Benton se encuentra ubicado en las coordenadas 39°59′17″N 93°10′14″O / 39.98806, -93.17056. Según la Oficina del Censo de los Estados Unidos, el municipio tiene una superficie total de 81.7 km², de la cual 80,78 km² corresponden a tierra firme y (1,12 %) 0,91 km² es agua.

## Demografía
Según el censo de 2010, había 508 personas residiendo en el municipio de Benton. La densidad de población era de 6,22 hab./km². De los 508 habitantes, el municipio de Benton estaba compuesto por el 98,82 % blancos, el 0,39 % eran amerindios, el 0,2 % eran de otras razas y el 0,59 % eran de una mezcla de razas. Del total de la población el 3,94 % eran hispanos o latinos de cualquier raza.